# Campeonato Mundial de Atletismo de 2019 - 800 m feminino
A competição dos 800 metros feminino no Campeonato Mundial de Atletismo de 2019 foi realizada no Estádio Internacional Khalifa, em Doha, no Catar, entre os dias 27 e 30 de setembro.

## Recordes
Antes da competição, os recordes eram os seguintes: 
| Recorde mundial                               | Jarmila Kratochvílová (TCH) | 1:53.28 | Munique, Alemanha Ocidental | 26 de julho de 1983   |
| Recorde do campeonato                         | Jarmila Kratochvílová (TCH) | 1:54.68 | Helsínquia, Finlândia       | 9 de agosto de 1983   |
| Melhor marca do ano                           | Caster Semenya (RSA)        | 1:54.98 | Doha, Catar                 | 3 de maio de 2019     |
| Recorde africano                              | Pamela Jelimo (KEN)         | 1:54.01 | Zurique, Suiça              | 29 de agosto de 2008  |
| Recorde asiático                              | Liu Dong (CHN)              | 1:55.54 | Pequim, China               | 9 de setembro de 1993 |
| Recorde da América do Norte, Central e Caribe | Ana Fidelia Quirot (CUB)    | 1:54.44 | Barcelona, Espanha          | 9 de setembro de 1989 |
| Recorde sul-americano                         | Letitia Vriesde (SUR)       | 1:56.68 | Gotemburgo, Suécia          | 13 de agosto de 1995  |
| Recorde europeu                               | Jarmila Kratochvílová (TCH) | 1:53.28 | Munique, Alemanha Ocidental | 26 de julho de 1983   |
| Recorde da Oceania                            | Toni Hodgkinson (NZL)       | 1:58.25 | Atlanta, Estados Unidos     | 7 de julho de 1996    |

## Medalhistas
| Ouro                  | Prata               | Bronze            |
| Halimah Nakaayi (UGA) | Raevyn Rogers (USA) | Ajee Wilson (USA) |

## Tempo de qualificação
| Tempo de qualificação |
| --------------------- |
| 2:00.60               |

## Calendário
| Data                   | Horário | Fase          |
| ---------------------- | ------- | ------------- |
| 27 de setembro de 2019 | 17:10   | Eliminatórias |
| 28 de setembro de 2019 | 19:15   | Semifinais    |
| 30 de setembro de 2019 | 22:10   | Final         |

Todos os horários estão no horário local (UTC+3)

## Resultados

### Eliminatórias
Qualificação: Três primeiros de cada bateria (Q) e os seis melhores tempos (q) das eliminatórias. 
| Pos. | Bateria | Atleta                | Nacionalidade                | Tempo   | Notas           |
| ---- | ------- | --------------------- | ---------------------------- | ------- | --------------- |
| 1    | 3       | Winnie Nanyondo       | Uganda                       | 2:00.36 | Q               |
| 2    | 4       | Natoya Goule          | Jamaica                      | 2:01.01 | Q               |
| 3    | 4       | Ce'Aira Brown         | Estados Unidos               | 2:01.14 | Q               |
| 4    | 4       | Noélie Yarigo         | Benim                        | 2:01.19 | Q               |
| 5    | 3       | Katharina Trost       | Alemanha                     | 2:01.45 | Q               |
| 6    | 4       | Olha Lyakhova         | Ucrânia                      | 2:01.47 | q               |
| 7    | 3       | Halima Hachlaf        | Marrocos                     | 2:01.50 | Q               |
| 8    | 3       | Lindsey Butterworth   | Canadá                       | 2:01.64 | q               |
| 9    | 2       | Raevyn Rogers         | Estados Unidos               | 2:02.01 | Q               |
| 10   | 2       | Shelayna Oskan-Clarke | Grã-Bretanha                 | 2:02.09 | Q               |
| 11   | 1       | Ajee Wilson           | Estados Unidos               | 2:02.10 | Q               |
| 12   | 2       | Morgan Mitchell       | Austrália                    | 2:02.13 | Q               |
| 13   | 2       | Eunice Jepkoech Sum   | Quênia                       | 2:02.17 | q               |
| 14   | 1       | Halimah Nakaayi       | Uganda                       | 2:02.33 | Q               |
| 15   | 2       | Anna Sabat            | Polónia                      | 2:02.43 | q               |
| 16   | 1       | Hedda Hynne           | Noruega                      | 2:02.49 | Q               |
| 17   | 4       | Diribe Welteji        | Etiópia                      | 2:02.71 | q               |
| 18   | 3       | Līga Velvere          | Letônia                      | 2:02.93 | q               |
| 19   | 1       | Christina Hering      | Alemanha                     | 2:03.15 |                 |
| 20   | 1       | Sara Kuivisto         | Finlândia                    | 2:03.15 |                 |
| 21   | 5       | Nataliya Pryshchepa   | Ucrânia                      | 2:03.22 | Q               |
| 22   | 5       | Wang Chunyu           | China                        | 2:03.25 | Q               |
| 23   | 5       | Alexandra Bell        | Grã-Bretanha                 | 2:03.34 | Q               |
| 24   | 6       | Renelle Lamote        | França                       | 2:03.36 | Q               |
| 25   | 2       | Selina Büchel         | Suíça                        | 2:03.38 |                 |
| 26   | 5       | Lore Hoffmann         | Suíça                        | 2:03.40 |                 |
| 27   | 5       | Malika Akkaoui        | Marrocos                     | 2:03.40 |                 |
| 28   | 6       | Rose Mary Almanza     | Cuba                         | 2:03.42 | Q               |
| 29   | 6       | Rababe Arafi          | Marrocos                     | 2:03.44 | Q               |
| 30   | 4       | Diana Mezuliáníková   | Chéquia                      | 2:03.48 |                 |
| 31   | 6       | Lynsey Sharp          | Grã-Bretanha                 | 2:03.57 |                 |
| 32   | 1       | Renée Eykens          | Bélgica                      | 2:03.65 |                 |
| 33   | 5       | Lovisa Lindh          | Suécia                       | 2:03.72 |                 |
| 34   | 4       | Déborah Rodríguez     | Uruguai                      | 2:03.80 |                 |
| 35   | 5       | Hanna Green           | Estados Unidos               | 2:04.37 |                 |
| 36   | 1       | Gabriela Gajanová     | Eslováquia                   | 2:04.45 |                 |
| 37   | 6       | Carley Thomas         | Austrália                    | 2:04.65 |                 |
| 38   | 6       | Eleonora Vandi        | Itália                       | 2:04.98 |                 |
| 39   | 3       | Catriona Bisset       | Austrália                    | 2:05.33 |                 |
| 40   | 2       | Rose Lokonyen         | Equipe de atletas refugiados | 2:13.39 | Recorde pessoal |
| 41   | 6       | Tsepang Sello         | Lesoto                       | DSQ     | 163.5           |

### Semifinais
Qualificação: Dois primeiros de cada bateria (Q) e os dois melhores tempos (q) das semifinais. 
| Pos. | Bateria | Atleta                | Nacionalidade  | Tempo   | Notas |
| ---- | ------- | --------------------- | -------------- | ------- | ----- |
| 1    | 3       | Halimah Nakaayi       | Uganda         | 1:59.35 | Q,    |
| 2    | 1       | Raevyn Rogers         | Estados Unidos | 1:59.57 | Q     |
| 3    | 1       | Winnie Nanyondo       | Uganda         | 1:59.75 | Q     |
| 4    | 3       | Eunice Jepkoech Sum   | Quênia         | 2:00.10 | Q     |
| 5    | 3       | Ce'Aira Brown         | Estados Unidos | 2:00.12 | q     |
| 6    | 2       | Ajee Wilson           | Estados Unidos | 2:00.31 | Q     |
| 7    | 3       | Natoya Goule          | Jamaica        | 2:00.33 | q     |
| 8    | 1       | Olha Lyakhova         | Ucrânia        | 2:00.72 |       |
| 9    | 1       | Lindsey Butterworth   | Canadá         | 2:00.74 |       |
| 10   | 3       | Noélie Yarigo         | Benim          | 2:00.75 |       |
| 11   | 2       | Rababe Arafi          | Marrocos       | 2:00.80 | Q     |
| 12   | 2       | Hedda Hynne           | Noruega        | 2:01.03 |       |
| 13   | 2       | Rose Mary Almanza     | Cuba           | 2:01.18 |       |
| 14   | 1       | Alexandra Bell        | Grã-Bretanha   | 2:01.23 |       |
| 15   | 2       | Nataliya Pryshchepa   | Ucrânia        | 2:01.24 |       |
| 16   | 1       | Halima Hachlaf        | Marrocos       | 2:01.30 |       |
| 17   | 1       | Katharina Trost       | Alemanha       | 2:01.77 |       |
| 18   | 2       | Diribe Welteji        | Etiópia        | 2:02.69 |       |
| 19   | 2       | Wang Chunyu           | China          | 2:02.84 |       |
| 20   | 3       | Renelle Lamote        | França         | 2:02.86 |       |
| 21   | 3       | Anna Sabat            | Polónia        | 2:04.00 |       |
| 22   | 3       | Morgan Mitchell       | Austrália      | 2:04.76 |       |
| 23   | 1       | Līga Velvere          | Letônia        | 2:06.99 |       |
| 24   | 2       | Shelayna Oskan-Clarke | Grã-Bretanha   | 2:10.89 |       |

### Final
A final ocorreu dia 30 de setembro às 22:10. 
| Pos.              | Raia | Atleta              | Nacionalidade  | Tempo   | Notas                |
| ----------------- | ---- | ------------------- | -------------- | ------- | -------------------- |
| Medalha de ouro   | 8    | Halimah Nakaayi     | Uganda         | 1:58.04 | Recorde nacional     |
| Medalha de prata  | 4    | Raevyn Rogers       | Estados Unidos | 1:58.18 | Recorde da temporada |
| Medalha de bronze | 5    | Ajee Wilson         | Estados Unidos | 1:58.84 |                      |
| 4                 | 7    | Winnie Nanyondo     | Uganda         | 1:59.18 |                      |
| 5                 | 9    | Eunice Jepkoech Sum | Quênia         | 1:59.71 |                      |
| 6                 | 6    | Natoya Goule        | Jamaica        | 2:00.11 |                      |
| 7                 | 3    | Rababe Arafi        | Marrocos       | 2:00.48 |                      |
| 8                 | 2    | Ce'Aira Brown       | Estados Unidos | 2:02.97 |                      |

Legenda
| Recorde mundial       | Recorde mundial (World record)               |                       | Recorde africano                      | Recorde africano (African) |                                           | Q | Classificado por posição (Qualified) |
| Recorde do campeonato | Recorde do campeonato (Championship record)  | Recorde da América    | Recorde da América (Americas)         | q                          | Classificado por melhor tempo (Qualified) |   |                                      |
| Melhor marca do ano   | Melhor marca do ano (World leading)          | Recorde asiático      | Recorde asiático (Asian)              | DNS                        | Não largou (Did not start)                |   |                                      |
| Recorde nacional      | Recorde nacional (National record)           | Recorde europeu       | Recorde europeu (European)            | DNF                        | Não terminou (Did not finish)             |   |                                      |
| Recorde pessoal       | Recorde pessoal do atleta (Personal best)    | Recorde da Oceania    | Recorde da Oceania (Oceania)          | DSQ / DQ                   | Desclassificado (Disqualified)            |   |                                      |
| Recorde da temporada  | Recorde da temporada do atleta (Season best) | Recorde sul-americano | Recorde sul-americano (South America) | NM                         | Sem marca (No mark)                       |   |                                      |